# Petr Berislavić
Petr Berislavić (chorvatsky Petar Berislavić, často též maďarsky Beriszló Péter; 1475, Trogir – 20. května 1520, Vražja gora poblíž Korenice) byl chorvatský bán v letech 1513–1520 a také biskup ve Veszprému. Pocházel z chorvatského šlechtického rodu trogirských Berislavićů.

## Život

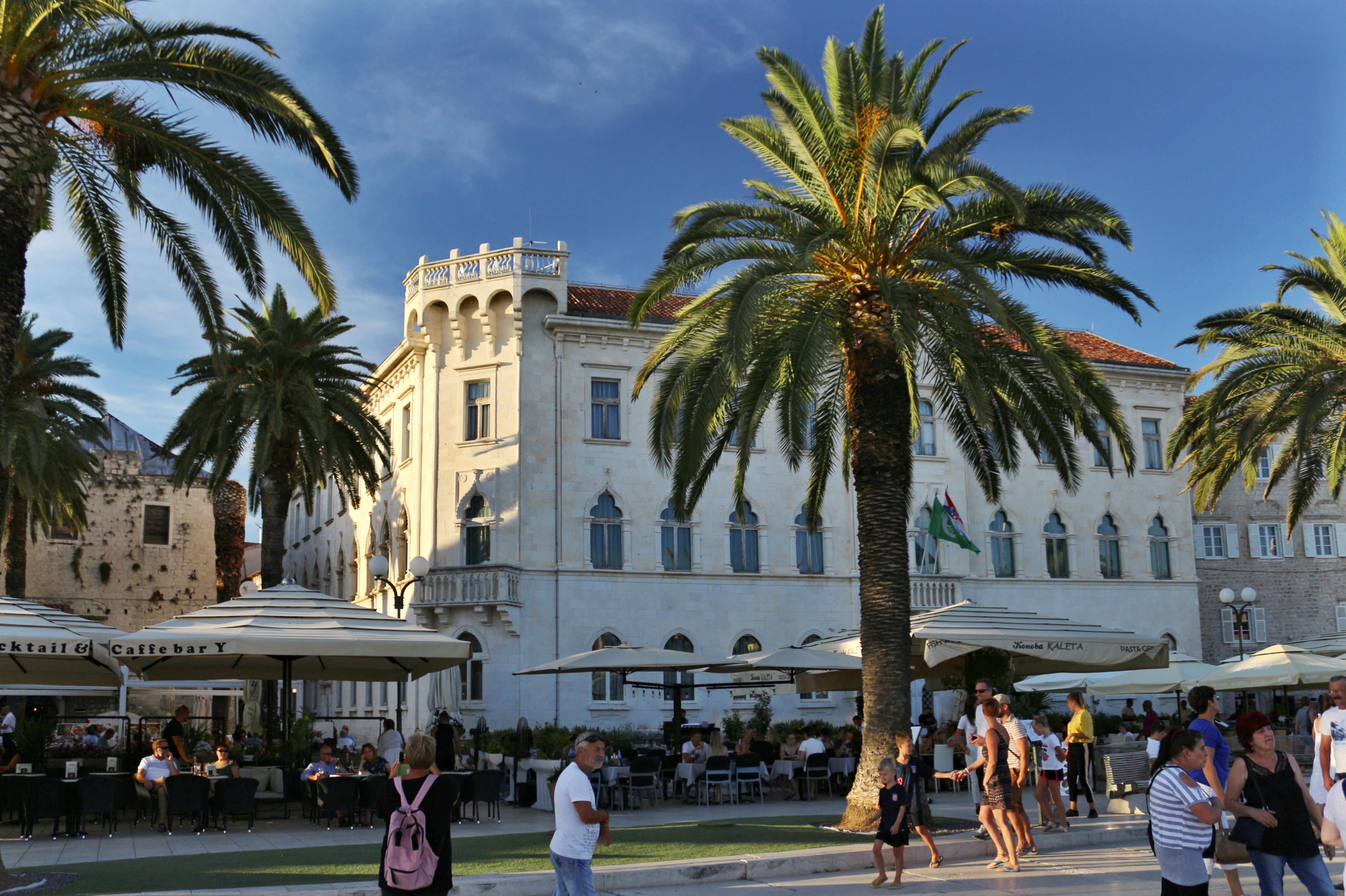
Škola bána Petra Berislaviće v Trogiru

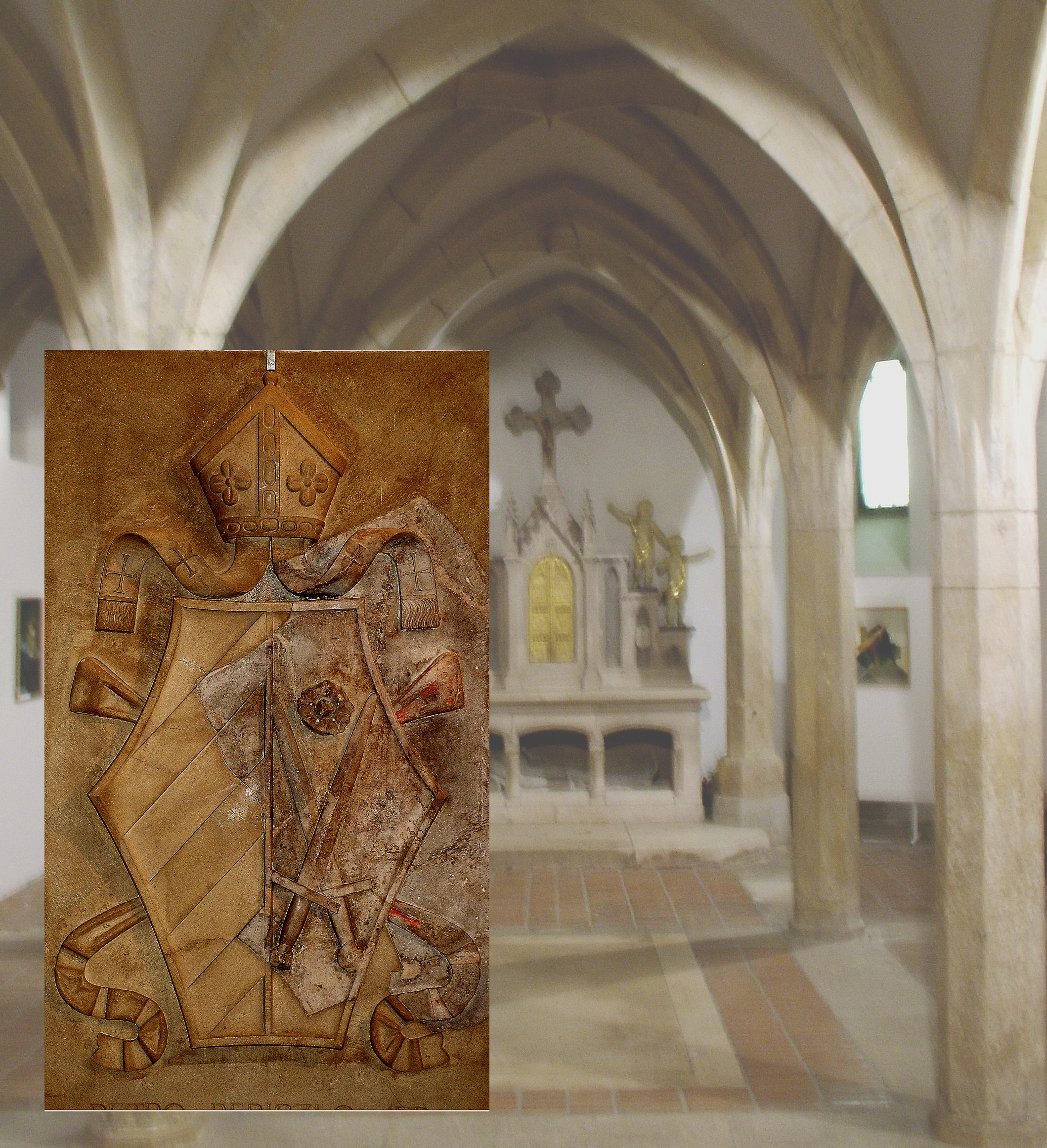
Náhrobek Petra Berislaviće v katedrále archanděla Michaela ve Veszprému

Petr Berislavić se narodil v dalmatském historickém městě Trogiru.
Roku 1512 byl jmenován biskupem veszprémským a o rok později se stal také bánem (místodržitelem) Chorvatského království, přičemž oba tyto úřady zastával až do své smrti v roce 1520. Byl také zřejmě spolupracovníkem humanistického spisovatele Marka Maruliće.
Jméno Petra Berislaviće je však spojeno především se dvěma bitvami, kdy vedl Chorvaty v boji proti osmanské invazi na chorvatské území. V nich dosáhl dvou významných vítězství. Prvního v roce 1513 v bitvě u Dubica a druhého roku 1518 poblíž obce Jajce. V roce 1520 byl zabit a poté stat po bitvě u Plješevice mezi Bihaćí a Korenicí.